# 思い出のグリーン・グラス (小坂一也のアルバム)
『思い出のグリーン・グラス: カントリー&ウェスタン・ニュー・アルバム』(Green, Green Grass of Home)は、小坂一也のアルバム。1969年に日本コロムビアからリリースされた。バックは原田実とワゴン・エースが務めている。

## 収録曲
Side 1
1. 思い出のグリーン・グラス
2. 君を求めて
3. 風来坊
4. アイ・キャント・ヘルプ・イット
5. ゴースト・タウン
6. 悲しきディスク・ジョッキー

Side 2
1. ハニー
2. ユー・オール・カム
3. クライング・タイム
4. 恋が芽生えて
5. ヤング・ラブ
6. さすらいの旅人

## パーソネル
小坂一也（ヴォーカル）
原田実とワゴン・エース（伴奏）
- 原田実（スティール・ギター、編曲）